# 21617 Johnhagen
A 21617 Johnhagen (ideiglenes jelöléssel 1999 JO119) a Naprendszer kisbolygóövében található aszteroida. A LINEAR projekt keretében fedezték fel 1999. május 13-án.